# Young (Hollywood Undead)
Young è un singolo discografico del gruppo musicale statunitense Hollywood Undead, pubblicato nel 2009 ed estratto dall'album Swan Songs.

## Tracce
- CD

1. Young – 3:16

## Video musicale
Il video della canzone è stato diretto da Kevin Kerslake.

## Formazione
- Charlie Scene – chitarra, cori
- Da Kurlzz – cori, percussioni
- Deuce – basso, tastiera, programmazioni, voce
- J-Dog – tastiera, cori
- Johnny 3 Tears – voce
- Josh Freese – batteria